# Royal Club sportif stavelotain
Maillots
Dernière mise à jour : 3 août 2017.
Le Royal Club Sportif Stavelotain est un club de football belge, basé dans la ville de Stavelot, en province de Liège. Le club porte le matricule 126, et a, au cours de son Histoire, disputé 10 saisons dans les divisions nationales, toutes en Promotion, le quatrième et dernier niveau national. Lors de la saison 2017-2018, il évolue en deuxième provinciale.

## Histoire
Le Club Sportif stavelotain est fondé le 9 avril 1921, par la fusion de trois clubs de l'entité de Stavelot. Le nouveau club s'affilie en tant que tel à l'Union belge, et est versé dans les championnats régionaux liégeois. En décembre 1926, il reçoit le matricule 126. Le 3 décembre 1951, le club est reconnu « Société royale », et prend le nom de Royal Club sportif stavelotain.
Le club reste cantonné aux séries provinciales durant plusieurs décennies. Il rejoint la Promotion, quatrième et dernier niveau national, pour la première fois en 1972. D'emblée, le club joue les premiers rôles, et décroche la troisième place pour sa première saison à ce niveau. Il réitère cette performance la saison suivante, puis rentre dans le rang. En 1976, il lutte pour son maintien, et termine juste au-dessus de la zone de relégation. Après une cinquième place en 1978, le club termine de nouveau dans la seconde moitié du classement les saisons suivantes. Finalement, il termine dernier en 1981, et doit redescendre en première provinciale, neuf ans après l'avoir quittée.
Le RCS stavelotain revient en Promotion en 1985, mais ne remporte que deux victoires durant la saison, et termine bon dernier. Renvoyé en provinciales, il n'est plus jamais remonté dans les séries nationales depuis, chutant même jusqu'en deuxième provinciale, niveau auquel il évolue toujours en 2013-2014.

## Résultats dans les divisions nationales
Statistiques mises à jour au 13 juin 2013

### Bilan
| Niv | Divisions     | Jouées | Titres | TM Up | TM Down |
| --- | ------------- | ------ | ------ | ----- | ------- |
| I   | 1re nationale | 0      | 0      |       |         |
| II  | 2e nationale  | 0      | 0      |       |         |
| III | 3e nationale  | 0      | 0      |       |         |
| IV  | 4e nationale  | 10     | 0      |       |         |
| V   | 5e nationale  | 0      | 0      |       |         |
|     |               |        |        |       |         |
|     | TOTAUX        | 10     | 0      | 0     | 0       |

- TM Up : test-match pour départager des égalités, ou toutes formes de Barrages ou de Tour final pour une montée éventuelle.
- TM Down : test-match pour départager des égalités, ou toutes formes de Barrages ou de Tour final pour le maintien.

### Classements saison par saison
| Ordre               | Saison  | Nom du club       | Niveau            | Classement final | Remarques |
| ------------------- | ------- | ----------------- | ----------------- | ---------------- | --------- |
| 1                   | 1972-73 | R. CS stavelotain | Promotion série A | 3e/16            |           |
| 2                   | 1973-74 | R. CS stavelotain | Promotion série B | 3e/16            |           |
| 3                   | 1974-75 | R. CS stavelotain | Promotion série B | 8e/16            |           |
| 4                   | 1975-76 | R. CS stavelotain | Promotion série C | 13e/16           |           |
| 5                   | 1976-77 | R. CS stavelotain | Promotion série C | 10e/16           |           |
| 6                   | 1977-78 | R. CS stavelotain | Promotion série A | 5e/16            |           |
| 7                   | 1978-79 | R. CS stavelotain | Promotion série A | 10e/16           |           |
| 8                   | 1979-80 | R. CS stavelotain | Promotion série D | 8e/16            |           |
| 9                   | 1980-81 | R. CS stavelotain | Promotion série D | 16e/16           | Relégué!  |
| séries provinciales |         |                   |                   |                  |           |
| 10                  | 1985-86 | R. CS stavelotain | Promotion série C | 16e/16           | Relégué!  |
| séries provinciales |         |                   |                   |                  |           |

### Sources et liens externes
- (nl) « Fiche de l'équipe », sur Belgian Soccer Database